# Malcolm Treviño-Sitté
Malcolm Treviño-Sitté   (Guinea Equatorial, 28 d'abril de 1981) és un actor i model equatoguineà, principalment conegut pel seu paper de Balotelli a la sèrie de televisió Chiringuito de Pepe. Juntament amb altres companys actors, va fundar l'Asociación de Actores Negros de España, i també és membre de l'Asociación Intercultural Bwato.
Sité va diplomar-se en Art Dramàtic per l'Escola Metròpolis, a més de realitzar un curs intensiu titulat "L'actor davant la càmera" a través de la de la Unión de Actores l'any 2007. Anteriorment, també havia realitzat cursos de veu i expressió corporal, el 2004, i el curs "L'actor al teatre i a la poesia", el 2007.
La carrera artística de Malcolm Sité s'ha centrat, principalment en el teatre, on ha participat en l'obra Combate de negro y de perros, de Bernard-Marie Koltès, dirigida per Mikolaj Bielski i Borja Manero, o a Los Negros, de Jean Genet, dirigida per Miguel Narros. També ha col·laborat en diverses funcions com Othelo de William Shakespeare o Tres sombreros de copa, de Miguel Mihura.
Pel que fa a la televisió, Sité va aconseguir reconeixement a nivell espanyol gràcies al seu paper de Balotelli a la sèrie Chiringuito de Pepe, que va començar a emetre a la cadena Telecinco l'any 2014. Abans, però, també havia participat en diversos capítols de sèries com Aquí no hay quien viva, La que se avecina o Periodistas. A la pantalla gran va tenir un petit paper a la pel·lícula La conjura de El Escorial (2008), un paper més rellevant a la pel·lícula Palmeras en la nieve (2017) i posteriorment Antidisturbios (2020).

## Filmografia

### Cinema
- 2008: La conjura de El Escorial: Negro Danzarín
- 2015: Palmeras en la nieve: Atsu
- 2017: Es por tu bien: Obrer núm. 3
- 2018: El cuaderno de Sara: Omar

### Televisió
- 2005: Aquí no hay quien viva: Policia de l'aeroport (Episodi Érase la tercera Nochevieja)
- 2008: La que se avecina: (Episodi Un pique, un show y un cuenco tibetano)
- 2014-2016: Chiringuito de Pepe: Balotelli (20 episodis)
- 2017: Vergüenza: Nelson
- 2020: Antidisturbios: Manifestant (1 episodi)
- 2017: Dos Vidas: Dayo
- 2024: Detective Touré: Mahamond Touré (6 episodis)